# Woodford Reserve

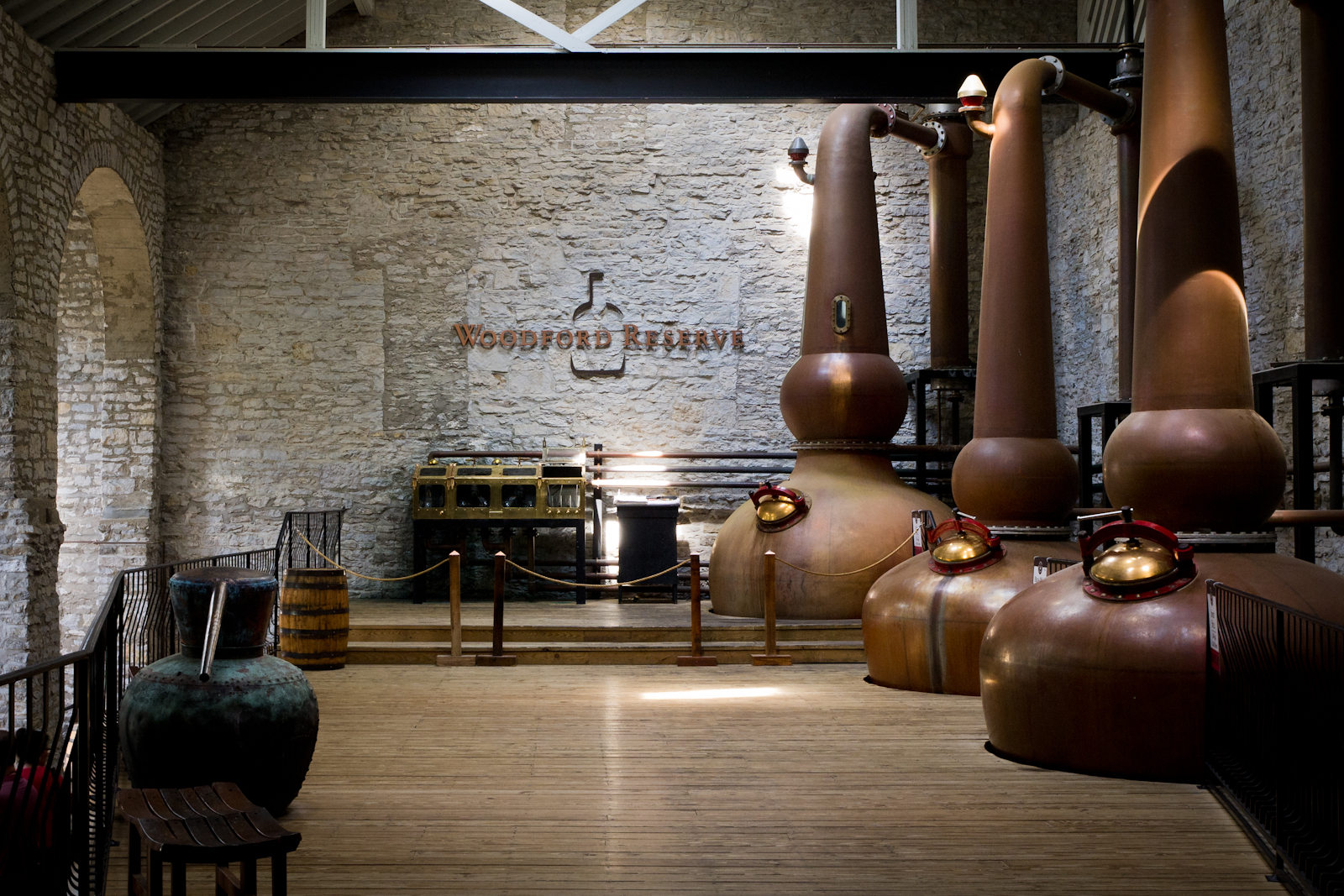
Still room de la Woodford Reserve.

Woodford Reserve est une marque de Bourbon Whiskey. Cette eau-de-vie est produite dans le comté de Woodford, dans le Kentucky, par Brown-Forman.

## Histoire
Bien que la distillation dans le comté de Woodford ait commencé en 1797 lorsque Elijah Pepper s'établit à Versailles, le siège du comté, ce n'est qu'en 1812 que la distillerie fut déplacée par son fondateur à son emplacement actuel, et en 1838 qu'Oscar, son fils, a fondé le bâtiment actuel,.
En 1835, le Dr James C. Crow (en) commença son travail d'amélioration de la qualité du produit de la distillerie, qu'il continua jusqu'à sa mort en 1856.
En 1878, la firme Labrot et Graham la racheta et l'opéra jusqu'en 1941, à l'exception de la période de la Prohibition; depuis, elle fait partie du patrimoine de Brown-Forman.
En 1995, la distillerie produisant le Woodford Reserve a été inscrite sur le Registre national des lieux historiques et en 2000, elle est désignée National Historic Landmark.
Son bourbon est le bourbon officiel du Kentucky Derby et de la Breeders' Cup.

### Articles connexes

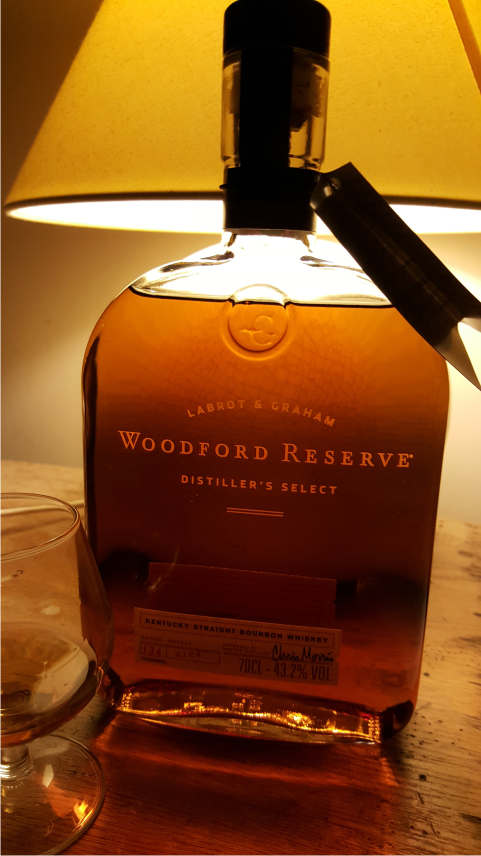
Bouteille de Woodford Reserve, en 2016

## Liens